# Philippe Candeloro
Philippe Christophe Luciene Candeloro (* 17. Februar 1972 in Courbevoie) ist ein ehemaliger französischer Eiskunstläufer, der im Einzellauf startete.
Philippe Candeloro wurde in Courbevoie als jüngstes von vier Kindern geboren. Sein Vater Luigi war Maurer und baute der Familie wenige Jahre nach Philippes Geburt ein Haus im Pariser Vorort Colombes. Im Alter von sieben Jahren begann Candeloro wöchentlichen Eiskunstlaufunterricht zu nehmen. Während einer seiner ersten Stunden bemerkte André Brunet sein Potential. Seine Choreographin wurde Natacha Dabadie.
1993 wurde Candeloro Vize-Europameister hinter Dmytro Dmytrenko und vor seinem Landsmann Éric Millot, hinter dem er noch Zweiter bei den französischen Meisterschaften geworden war. Bei der anschließenden Weltmeisterschaft erreichte er den fünften Platz. Die Saison 1993/94 wurde seine erfolgreichste. Er wurde zum ersten Mal französischer Meister, Olympiadritter in Lillehammer und Vize-Weltmeister hinter Elvis Stojko. Ein Jahr später gewann er mit Bronze seine zweite und letzte Weltmeisterschaftsmedaille. 1997 wurde er zum zweiten Mal Vize-Europameister. Bei den Olympischen Spielen in Nagano 1998 konnte er erneut Bronze gewinnen.
Candeloro war technisch nicht immer auf dem höchsten Niveau, wurde aber für die künstlerischen Aspekte gelobt. Besonders auffällig waren seine Küren, in denen er viele berühmte Figuren aus Literatur, Film oder Geschichte spielte, zum Beispiel Conan der Barbar, Lucky Luke, der Pate, Napoleon oder D’Artagnan. Candeloro beendete 1998 seine Amateurlaufbahn und wurde Profi bei „Champions on Ice“. Heute versucht er, sich eine Karriere als Sportjournalist aufzubauen.
2011 nahm er an der zweiten Staffel der Tanzshow Danse avec les stars teil und erreichte den zweiten Platz.
Candeloro ist seit 1998 mit der Balletttänzerin Olivia Darmen verheiratet und wohnt in Carrieres Sur Seine. Das Paar hat drei Töchter.

## Ergebnisse
| Wettbewerb / Jahr            | 1990 | 1991 | 1992 | 1993 | 1994 | 1995 | 1996 | 1997 | 1998 |
| ---------------------------- | ---- | ---- | ---- | ---- | ---- | ---- | ---- | ---- | ---- |
| Olympische Winterspiele      |      |      |      |      | 3.   |      |      |      | 3.   |
| Weltmeisterschaften          | 14.  |      | 9.   | 5.   | 2.   | 3.   | 9.   |      |      |
| Europameisterschaften        | 8.   | 5.   |      | 2.   | 5.   | 4.   | 5.   | 2.   | 5.   |
| Französische Meisterschaften | 2.   | 2.   | 3.   | 2.   | 1.   | 1.   | 1.   | 1.   | Z    |

## Weblink
- Philippe Candeloro in der Datenbank von Olympedia.org (englisch)